# Keli Price
Keli Price (30 de junio de 1990) es un actor, músico y modelo estadounidense.

## Trayectoria
Ha trabajado como modelo para Ralph Lauren y Gap.
Price protagonizó la película independiente Bug Boy. También ha sido el protagonista de la serie de televisión de Nickelodeon The Naked Brothers Band, en el papel de Bobby Amor. Keli Price protagoniza la nueva película La Pandilla como Chris Abeley.
Ha comentado en varias entrevistas que su actor favorito es Leonardo DiCaprio.